# アイサン (イラストレーター)
アイサンは、京都造形芸術大学 油絵科卒業の日本のイラストレーター。主にいなりねこのイラストを手掛けている。

## 作品
- 麻野一哉著「弟切草」 ゲームノベル挿絵
- デジタルハーツ社ロゴ
- セガダイレクト販促4コマ漫画